# 亮叶龙船花
亮叶龙船花（学名：Ixora fulgens）为茜草科龙船花属下的一个种。

## 扩展阅读
- 維基物種上的相關：亮叶龙船花